# 틸

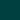

틸(teal)은 색 중 하나이다. 영어 teal은 쇠오리(common teal)에서 온 말로, 쇠오리의 눈 주변 깃털 색이다.
틸의 보색은 산호 핑크색이다.

## 아이돌 풍선색
- 신비
- 래드애플

## 기타
- 컴퓨터에서는 윈도우 95와 윈도우 98의 기본 배경화면 색이다.